# Święcice Nowe (gromada)
Święcice Nowe – dawna gromada, czyli najmniejsza jednostka podziału terytorialnego Polskiej Rzeczypospolitej Ludowej w latach 1954–1972.
Gromady, z gromadzkimi radami narodowymi (GRN) jako organami władzy najniższego stopnia na wsi, funkcjonowały od reformy reorganizującej administrację wiejską przeprowadzonej jesienią 1954 do momentu ich zniesienia z dniem 1 stycznia 1973, tym samym wypierając organizację gminną w latach 1954–1972.
Gromadę Święcice Nowe z siedzibą GRN w Święcicach Nowych (w obecnym brzmieniu Nowe Święcice) utworzono – jako jedną z 8759 gromad na obszarze Polski – w powiecie płockim w woj. warszawskim, na mocy uchwały nr VI/10/13/54 WRN w Warszawie z dnia 5 października 1954. W skład jednostki weszły obszary dotychczasowych gromad Archutowo, Archutówko, Kiełtyki, Liwin, Święcice i Święcice Nowe oraz wieś Ściborowo z dotychczasowej gromady Wilkanowo ze zniesionej gminy Mała Wieś a także obszar dotychczasowej gromady Gromice ze zniesionej gminy Bodzanów w tymże powiecie. Dla gromady ustalono 11 członków gromadzkiej rady narodowej.
31 grudnia 1961 gromadę zniesiono, włączając jej obszar do gromad: Główczyn (wieś Liwin), Bodzanów (wsie Archutowo, Archutówko i Gromice) i Mała Wieś (wsie Kiełtyki, Nowe Święcice, Stare Święcice i Ściborowo) w tymże powiecie.